# Grædstrup (plaats)
Grædstrup is een plaats in de Deense regio Midden-Jutland, gemeente Horsens, en telt 222 inwoners (2008).